# Gózony Ferenc
Gózony Ferenc (Ráckeve, 1815. augusztus 22. – Nagykanizsa, 1882. október 16.) nagykanizsai királyi törvényszéki bíró, Zala vármegye másodalispánja 1863 és 1865 között.

## Élete
Római katolikus polgári családban született. Apja, Gózony Mihály, anyja, Horváth Erzsébet volt. Fivére Gózony István (1814–1878), Ráckeve szabad mezővárosnak a városbírája, kapitánya, és a ráckevei takarékpénztár pénztárnoka. Gózony Ferenc unokaöccse, Gózony István fia, ráczkevei Gózony János, cs. és kir. tábornok, aki 1899. október 16-án I. Ferenc József magyar királytól magyar nemesség és a "ráczkevei" nemesi előnév adományozásában részesült.
Középiskolai tanulmányait a székesfehérvári főgimnasiumban végezte, a jogot a budapesti egyetemen hallgatta. A jogi tanulmányok befejeztével elnyerve az ügyvédi oklevelet, érdemekben gazdag életpályáját Székesfehérvárott, mint káptalani ügyvéd kezdette meg, majd a devecseri járás szolgabirójává választották. 1854-ben a nagykanizsai szolgabírósághoz mint járási főbíró lett áthelyezve, amely állásában buzgón működött 1861-ig. Egy ideig mint Zalamegye másodalispánja érvényesítette tehetségeit a megye javára 1863 áprilisa és 1865 novembere között. 1867-ben Nagykanizsa város közönsége, önzetlen és tiszta jellemű polgára iránti tisztelettől vezéreltetve, városbiróvá választotta, míg 1872. évben a törvényszékek rendezésekor a nagykanizsai királyi törvényszék birájává nevezték ki.

## Házassága és leszármazottjai
Feleségül vette Szátor Máriát (*1825.–†Nagykanizsa, 1864. március 29.). A házasságukból származott:
- Gózony László György András (*Székesfehérvár, 1848. június 11.–†Zalaegerszeg, 1929. november 26.), Zala vármegye főjegyzője, Magyar királyi közigazgatási biróság tanácselnöke.[7] Felesége, révfalusi Szentmihályi Etelka.
- Gózony Mária Johanna (*Devecser, 1853. szeptember 8.–†?)
- Gózony Sándor Lajos (*Nagykanizsa, 1855. június 8.–†?). Neje, Darázs Margit.